# Long Boret
Long Boret o Long Boreth (3 de enero de 1933-17 de abril de 1975) fue un político camboyano que ejerció como primer ministro de la República Jemer entre el 26 de diciembre de 1973 y el 17 de abril de 1975. Altamente reconocido por su honradez, intentó fallidamente llegar a un acuerdo de paz con los Jemeres Rojos durante la guerra civil camboyana. Fue posteriormente arrestado por el grupo guerrillero y ejecutado.

## Primeros años
Long nació en Chbar Ampéou cerca de Kien Svay en la provincia de Kandal, Camboya, siendo hijo de Long Meas y Neang Ieng Buth. Asistió al prestigioso Lycée Sisowath en Nom Pen entre 1946 y 1952, estudió en Francia de 1953 a 1955 y después regresó a Camboya para trabajar en el Tesoro Real.

## Carrera política
En 1958 fue elegido al parlamento, representando a la Provincia de Stung Treng, y era a la vez el miembro más joven del parlamento. Asumió brevemente en 1958 como Vicesecretario de Estado para el Trabajo y la Acción Social y fue reelegido al Parlamento en 1962. Durante este periodo se hizo famoso como el autor de historias románticas, muchos de ellos publicados en periódicos. Fue nombrado secretario estatal de Finanza pero rechazó públicamente la decisión en noviembre de 1963 por Norodom Sihanouk para nacionalizar bancos y el comercio extranjero, y se vio obligado a renunciar. Conservó su escaño parlamentario en las elecciones de 1966. Fue el ministro de Información de 1971 a 1972 y ministro de Asuntos Exteriores de 1972 a 1973.

## Primer ministro de Camboya
El 9 de diciembre de 1973 sucedió a In Tam como primer ministro de Camboya. El 2 de abril de 1974,  fue uno de los cuatro miembros de componer una Junta Ejecutiva, además de Long Boret, Lon Nol, Sisowath Sirik Matak y el general Sosthene Fernández.
El 8 de abril de 1975, intentó sin éxito negociar un acuerdo de paz en Bangkok con representantes de los Jemeres Rojos.

## Arresto y ejecución
Boret permaneció en su cargo hasta que los Jemeres rojos capturaran Nom Pen el 17 de abril de 1975. El entonces embajador de Estados Unidos John Gunther Dean recuerda que, a diferencia de muchos funcionarios de gobierno que huyeron de Nom Pen, Long decidió permanecer en la ciudad, a pasar de estar incluido en la lista negra, anunciada en Pekín por Norodom Sihanouk:
"Long Boret rechazó a ser evacuado. Fue un hombre competente, capaz , mucho más joven que Lon Nol o Sirik Matak. Cuándo personalmente fui a verlo el 12 de abril, en la misma mañana de nuestra evacuación, para preguntarle para llevarlo a él, a su esposa e hijos fuera de Nom Pen porque temía por su seguridad,  me dio las gracias, pero [decía él] pensaba que su vida no corría peligro."
El general Sak Sutsakhan recordó que en la mañana del 17 de abril, Long decidió tomar su familia y dejar la ciudad. Tanto el general Sak y el periodista Jon Swain reportaron que Long y su familia fueron incapaces de abordar el último vuelo de helicóptero fuera de la ciudad. En sus memorias, Zonas Peligrosas, el embajador Dean declaró que: 
"Long Boret se había quedado en Camboya, creyendo que podría tener alguna clase de diálogo con los jemeres rojos. Cuándo se dio cuenta de que aquello era imposible,  corrió al aeropuerto con su familia en un jeep para intentar huir del país. Cuándo llegaron al aeropuerto,  subieron un helicóptero con algunos oficiales militares. Uno de ellos lo empujó brutalmente del helicóptero. El helicóptero despegó. Los jemeres rojos capturaron a Boret y lo mataron junto a toda su familia."
Long fue visto por última vez por Jon Swain, Sydney Schanberg y Dith Pran fuera de la Embajada francesa. Swain informó:
"...Un Citroën negro se detuvo y Long Boret salió, con los ojos hinchados y rojos, con el rostro vacío de expresión. Cuándo le preguntamos cómo estaba,  murmuró una pequeña frase, incoherente. Sus pensamientos estaban en otro lugar. Aturdido, sus pierna temblaban,  se rindió ante los jemeres rojos y se unió a la línea de prisioneros. No podía dejar de admirar su valor."
Schanberg dio una descripción más detallada de la escena:
"Long Boret llegó en un automóvil conducido por su esposa... se veía horrible. Sus ojos estaban hinchados. Él stares en la tierra. Él...sabe lo que le espera. Quiero escapar, pero siento como si quisiera decirle algo, y Pran entendía. Tomé las manos de Long Boret y le dije que es lo más valiente que ha hecho por su país y que lo admiraba por ello. Pran tomó también sus manos...Boret intentó responder pero no pudo hacerlo. Finalmente murmuró 'Gracias.' y lo tuvimos que dejar."
Poco después, Koy Thuon, un vicecomandante del grupo guerrillero, organizó el Comité para Limpiar Enemigos en el Hotel Monorom. Su primera acción fue ordenar la ejecución inmediata de Lon Nol y otras figuras claves del gobierno. Long Boret fue ejecutado en los terrenos del Cercle Sportif en Nom Pen. La radio de los jemeres rojos informó posteriormente que había sido decapitado, pero otros informes indican que él y Sisowath Sirik Matak fueron fusilados.

## Fechas claves
9 de diciembre de 1973: Long Boret asume como Primer ministro de la República Jemer (9-12-1973—17-04-1975)
1 de abril de 1974: El Consejo Superior de Política que se disuelve un día antes, siendo reemplazado por un consejo ejecutivo de cuatro miembros: Lon Nol, Sirik Matak, Largo Boret y el general Sosthene Fernández.
17 de junio de 1974: Long Boret forma un nuevo gabinete de 16 miembros.
11 de marzo de 1975: El presidente Lon Nol ordena al Primer ministro Boret formar un nuevo gabinete y elimina el puesto de comandante en jefe de las fuerzas armadas.
8 de abril de 1975: Long Boret fracasa en realizar charlas de paz con representantes de los jemeres rojos en Bangkok.
17 de abril de 1975: Long Boret se rinde ante los jemeres rojos en frente de la Embajada francesa y fue ejecutado ese mismo día.